# Ben Hillier
Ben Hillier é um produtor musical britânico de pop-rock que fez parte do grupo 140dB.

## Discografia

### Produção
- 2000 Graham Coxon - "The Golden D"
- 2001 Clinic - "Walking with Thee"
- 2001 Elbow - "Asleep in the Back" (6 tracks)
- 2003 Blur - "Think Tank"
- 2003 Elbow - "Cast of Thousands"
- 2004 Tom McRae - "Just Like Blood"
- 2005 Natalie Imbruglia - "Counting Down The Days"
- 2005 Depeche Mode - "Playing the Angel"
- 2005 Doves - "Some Cities"
- 2006 The Futureheads - "News and Tributes"
- 2007 The Horrors - "Strange House"
- 2008 The Rascals - "Rascalize"
- 2009 Depeche Mode - "Sounds of the Universe"
- 2009 Natalie Imbruglia - "Come To Life"